# Bosonohy
Bosonohy (niem. Parfuß) – historyczna gmina, dzielnica i gmina katastralna, a od 24 listopada 1990 pod nazwą Brno-Bosonohy również część miasta na południowo-zachodnich obrzeżach miasta Brna o powierzchni 714,77 ha. 